# Manihot
Genre
Synonymes
- Manihotoides D.J. Rogers & Appan[2]

Manihot est un genre de plantes dicotylédones de la famille des Euphorbiaceae, originaire du continent américain, qui comprend une centaine d'espèces acceptées. Ce genre a été décrit en 1754 par le botaniste d'origine écossaise Philip Miller avec pour spécimen type le manioc (Manihot esculenta Crantz.), plante originaire d'Amérique latine produisant des tubercules comestibles.

## Liste d'espèces

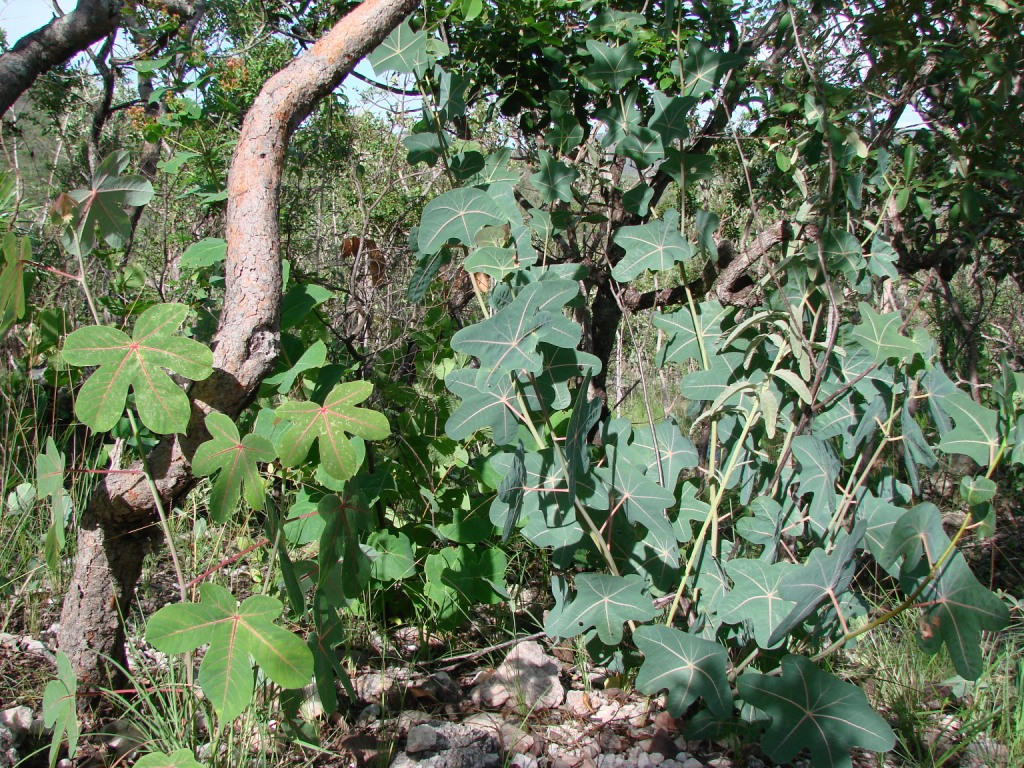
Manihot quinqueloba et Manihot peltata.
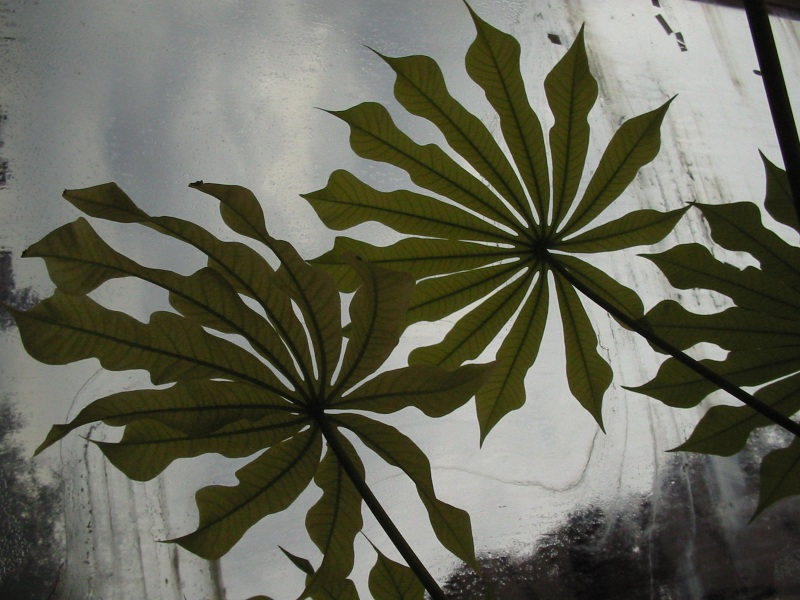
Manihot palmata.
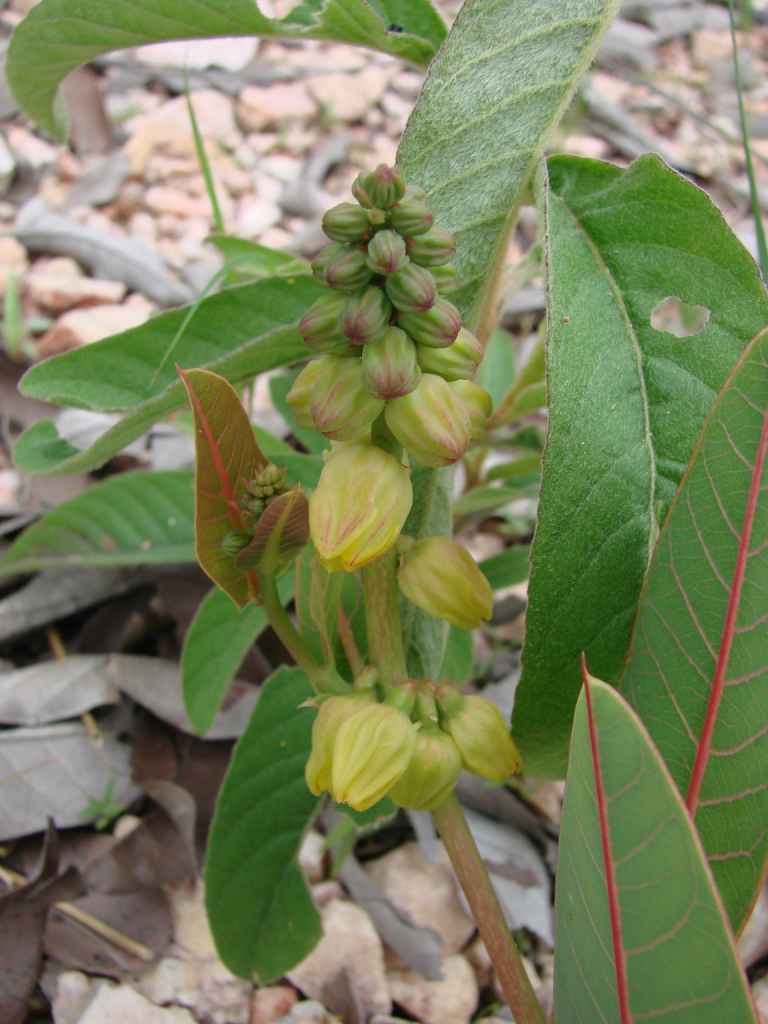
Manihot salicifolia.
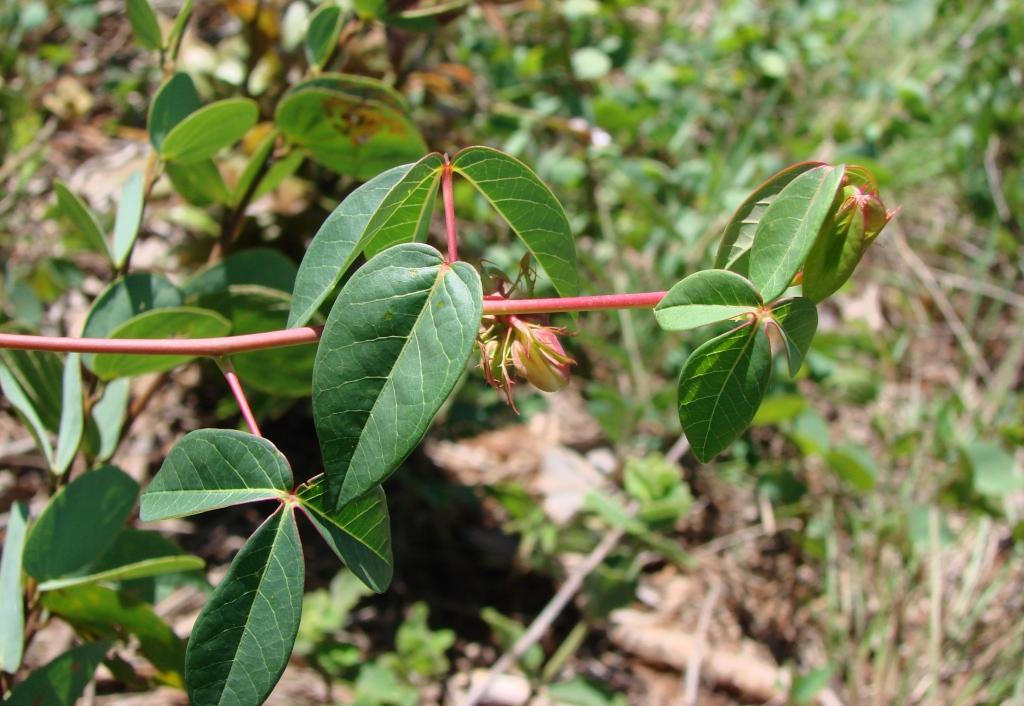
Manihot violacea.

Selon World Checklist of Selected Plant Families (WCSP) (31 mai 2018) :
- Manihot acuminatissima Müll.Arg. (1874)
- Manihot aesculifolia (Kunth) Pohl (1827)
- Manihot allemii M.J.Silva (2016)
- Manihot alutacea D.J.Rogers & Appan (1973)
- Manihot angustiloba (Torr.) Müll.Arg. (1866)
- Manihot anisophylla (Griseb.) Müll.Arg. (1874)
- Manihot anomala Pohl (1827)
- Manihot appanii M.J.Silva (2015)
- Manihot arenaria M.Mend. (2013)
- Manihot attenuata Müll.Arg. (1874)
- Manihot auriculata McVaugh (1961)
- Manihot baccata Allem (1999)
- Manihot bellidifolia P.Carvalho & M.Martins (2014)
- Manihot boliviana Pax & K.Hoffm. (1914)
- Manihot brachyandra Pax & K.Hoffm. (1924)
- Manihot brachyloba Müll.Arg. (1874)
- Manihot breviloba P.Carvalho & M.Martins (2011)
- Manihot caerulescens Pohl (1827)
- Manihot carthagenensis (Jacq.) Müll.Arg. (1866)
- Manihot catingae Ule (1908)
- Manihot caudata Greenm. (1903)
- Manihot cecropiifolia Pohl (1827)
- Manihot cezarii M.Martins (2015)
- Manihot chlorosticta Standl. & Goldman (1911)
- Manihot coimbrana M.Mend. (2016)
- Manihot compositifolia Allem (1989 publ. 1990)
- Manihot condensata D.J.Rogers & Appan (1973)
- Manihot confertiflora M.J.Silva (2015)
- Manihot corymbiflora Pax & K.Hoffm. (1910)
- Manihot crassisepala Pax & K.Hoffm. (1910)
- Manihot crotalariiformis Pohl (1827)
- Manihot davisiae Croizat (1942)
- Manihot debilis M.Mend. & T.B.Cavalc. (2015)
- Manihot diamantinensis Allem (1989 publ. 1990)
- Manihot dichotoma Ule (1907)
- Manihot divergens Pohl (1827)
- Manihot ebracteata M.Mend. & T.B.Cavalc. (2016)
- Manihot epruinosa Pax & K.Hoffm. (1924)
- Manihot esculenta Crantz (1766)
- Manihot fabianae M.Mend. (2013)
- Manihot falcata D.J.Rogers & Appan (1973)
- Manihot fallax M.J.Silva & L.S.Inocencio (2017)
- Manihot filamentosa Pittier (1930)
- Manihot flemingiana D.J.Rogers & Appan (1973)
- Manihot foetida (Kunth) Pohl (1827)
- Manihot fortalezensis Nassar, D.G.Ribeiro, Bomfim & P.T.C.Gomes (2011)
- Manihot fruticulosa (Pax) D.J.Rogers & Appan (1973)
- Manihot gabrielensis Allem (1989 publ. 1990)
- Manihot gracilis Pohl (1827)
- Manihot grahamii Hook. (1843)
- Manihot gratiosa M.J.Silva (2016)
- Manihot guaranitica Chodat & Hassl., Bull. Herb. Boissier, sér. 2 (1905)
- Manihot handroana Cruz (1967)
- Manihot hassleriana Chodat, Bull. Herb. Boissier, sér. 2 (1905)
- Manihot heptaphylla Ule (1907)
- Manihot hilariana Baill. (1864)
- Manihot hunzikeriana Mart.Crov. (1964)
- Manihot inflata Müll.Arg. (1874)
- Manihot irwinii D.J.Rogers & Appan (1973)
- Manihot jacobinensis Müll.Arg. (1865)
- Manihot janiphoides Müll.Arg. (1874)
- Manihot jolyana Cruz (1965)
- Manihot kalungae M.J.Silva & Sodré (2013)
- Manihot leptophylla Pax & K.Hoffm. (1910)
- Manihot longepetiolata Pohl (1827)
- Manihot longiracemosa P.Carvalho & M.Martins (2014)
- Manihot lourdesiae M.J.Silva (2016)
- Manihot luxurians M.J.Silva (2015)
- Manihot macrocarpa P.Carvalho & M.Martins (2017)
- Manihot maracasensis Ule (1908)
- Manihot marajoara Huber (1908)
- Manihot mcvaughii V.W.Steinm. (2005)
- Manihot membranacea Pax & K.Hoffm. (1911)
- Manihot michaelis McVaugh (1961)
- Manihot minima M.Mend. & T.B.Cavalc. (2015)
- Manihot mirabilis Pax (1910)
- Manihot mossamedensis Taub. (1896)
- Manihot nana Müll.Arg. (1874)
- Manihot neusana Nassar (1986)
- Manihot nogueirae Allem (1989 publ. 1990)
- Manihot oaxacana D.J.Rogers & Appan (1973)
- Manihot obovata J.Jiménez Ram., Anales Inst. Biol. Univ. Nac. Autón. México (1990)
- Manihot oligantha Pax & K.Hoffm. (1910)
- Manihot orbicularis Pohl (1827)
- Manihot pachycaulis M.J.Silva (2016)
- Manihot palmata Müll.Arg. (1866)
- Manihot pauciflora Brandegee (1910)
- Manihot paviifolia Pohl (1827)
- Manihot peltata Pohl (1827)
- Manihot pentaphylla Pohl (1827)
- Manihot peruviana Müll.Arg. (1865)
- Manihot pilosa Pohl (1827)
- Manihot pohliana Müll.Arg. (1874)
- Manihot pohlii Wawra (1864)
- Manihot populifolia Pax (1910)
- Manihot pringlei S.Watson (1891)
- Manihot procumbens Müll.Arg. (1865)
- Manihot pruinosa Pohl (1827)
- Manihot pseudoglaziovii Pax & K.Hoffm. (1924)
- Manihot pulchrifolius M.J.Silva (2017)
- Manihot purpurea M.Mend. & T.B.Cavalc. (2016)
- Manihot purpureocostata Pohl (1827)
- Manihot pusilla Pohl (1827)
- Manihot quinquefolia Pohl (1827)
- Manihot quinqueloba Pohl (1827)
- Manihot quinquepartita Huber ex D.J.Rogers & Appan (1973)
- Manihot reniformis Pohl (1827)
- Manihot reptans Pax (1910)
- Manihot rhomboidea Müll.Arg. (1865)
- Manihot rubricaulis I.M.Johnst. (1923)
- Manihot sagittatopartita Pohl (1827)
- Manihot salicifolia Pohl (1827)
- Manihot saxatilis M.J.Silva & Sodré (2014)
- Manihot scandens L.S.Inocencio & M.J.Silva (2016)
- Manihot sparsifolia Pohl (1827)
- Manihot stellata M.Mend. (2013)
- Manihot stipularis Pax (1910)
- Manihot stricta Baill. (1864)
- Manihot subspicata D.J.Rogers & Appan (1973)
- Manihot surinamensis D.J.Rogers & Appan (1973)
- Manihot tenella Müll.Arg. (1874)
- Manihot tomatophylla Standl. (1946)
- Manihot tombadorensis M.Mend. & T.B.Cavalc. (2016)
- Manihot tomentosa Pohl (1827)
- Manihot triloba (Sessé) McVaugh ex Miranda (1965)
- Manihot tripartita (Spreng.) Müll.Arg. (1866)
- Manihot triphylla Pohl (1827)
- Manihot tristis Müll.Arg. (1874)
- Manihot variifolia Pax & K.Hoffm. (1910)
- Manihot veadeirensis M.J.Silva (2014)
- Manihot violacea Pohl (1827)
- Manihot walkerae Croizat (1942)
- Manihot websteri D.J.Rogers & Appan (1973)
- Manihot weddelliana Baill. (1864)
- Manihot xavantinensis D.J.Rogers & Appan (1973)
- Manihot zehntneri Ule (1914)

Selon The Plant List (31 mai 2018) :
- Manihot acuminatissima Müll.Arg.
- Manihot aesculifolia (Kunth) Pohl
- Manihot alutacea D.J.Rogers & Appan
- Manihot angustiloba (Torr.) Müll.Arg.
- Manihot anisophylla (Griseb.) Müll.Arg.
- Manihot anomala Pohl
- Manihot attenuata Müll.Arg.
- Manihot auriculata McVaugh
- Manihot baccata Allem
- Manihot brachyandra Pax & K.Hoffm.
- Manihot brachyloba Müll.Arg.
- Manihot breviloba P.Carvalho & M.Martins
- Manihot caerulescens Pohl
- Manihot carthaginensis (Jacq.) Müll.Arg.
- Manihot catingae Ule
- Manihot caudata Greenm.
- Manihot cecropiifolia Pohl
- Manihot chlorosticta Standl. & Goldman
- Manihot compositifolia Allem
- Manihot condensata D.J.Rogers & Appan
- Manihot corymbiflora Pax & K.Hoffm.
- Manihot crassisepala Pax & K.Hoffm.
- Manihot crotalariiformis Pohl
- Manihot davisiae Croizat
- Manihot diamantinensis Allem
- Manihot dichotoma Ule
- Manihot divergens Pohl
- Manihot epruinosa Pax & K.Hoffm.
- Manihot esculenta Crantz
- Manihot falcata D.J.Rogers & Appan
- Manihot filamentosa Pittier
- Manihot flemingiana D.J.Rogers & Appan
- Manihot foetida (Kunth) Pohl
- Manihot fruticulosa (Pax) D.J.Rogers & Appan
- Manihot gabrielensis Allem
- Manihot gracilis Pohl
- Manihot grahamii Hook.
- Manihot guaranitica Chodat & Hassl.
- Manihot handroana Cruz
- Manihot hassleriana Chodat
- Manihot heptaphylla Ule
- Manihot hilariana Baill.
- Manihot hunzikeriana Mart.Crov.
- Manihot inflata Müll.Arg.
- Manihot irwinii D.J.Rogers & Appan
- Manihot jacobinensis Müll.Arg.
- Manihot janiphoides Müll.Arg.
- Manihot jolyana Cruz
- Manihot leptophylla Pax & K.Hoffm.
- Manihot longipetiolata Pohl
- Manihot maracasensis Ule
- Manihot marajoara Huber
- Manihot mcvaughii V.W.Steinm.
- Manihot membranacea Pax & K.Hoffm.
- Manihot michaelis McVaugh
- Manihot mirabilis Pax
- Manihot mossamedensis Taub.
- Manihot nana Müll.Arg.
- Manihot neusana Nassar
- Manihot nogueirae Allem
- Manihot oaxacana D.J.Rogers & Appan
- Manihot obovata J.Jiménez Ram.
- Manihot oligantha Pax & K.Hoffm.
- Manihot orbicularis Pohl
- Manihot palmata Müll.Arg.
- Manihot pauciflora Brandegee
- Manihot paviifolia Pohl
- Manihot peltata Pohl
- Manihot pentaphylla Pohl
- Manihot peruviana Müll.Arg.
- Manihot pilosa Pohl
- Manihot pohliana Müll.Arg.
- Manihot pohlii Wawra
- Manihot populifolia Pax
- Manihot pringlei S.Watson
- Manihot procumbens Müll.Arg.
- Manihot pruinosa Pohl
- Manihot pseudoglaziovii Pax & K.Hoffm.
- Manihot purpureocostata Pohl
- Manihot pusilla Pohl
- Manihot quinquefolia Pohl
- Manihot quinqueloba Pohl
- Manihot quinquepartita Huber ex D.J.Rogers & Appan
- Manihot reniformis Pohl
- Manihot reptans Pax
- Manihot rhomboidea Müll.Arg.
- Manihot rubricaulis I.M.Johnst.
- Manihot sagittatopartita Pohl
- Manihot salicifolia Pohl
- Manihot sparsifolia Pohl
- Manihot stipularis Pax
- Manihot stricta Baill.
- Manihot subspicata D.J.Rogers & Appan
- Manihot surinamensis D.J.Rogers & Appan
- Manihot tenella Müll.Arg.
- Manihot tomatophylla Standl.
- Manihot tomentosa Pohl
- Manihot triloba (Sessé) McVaugh ex Miranda
- Manihot tripartita (Spreng.) Müll.Arg.
- Manihot triphylla Pohl
- Manihot tristis Müll.Arg.
- Manihot variifolia Pax & K.Hoffm.
- Manihot violacea Pohl
- Manihot walkerae Croizat
- Manihot websteri D.J.Rogers & Appan
- Manihot weddelliana Baill.
- Manihot xavantinensis D.J.Rogers & Appan
- Manihot zehntneri Ule